# Lobelia subpubera
Lobelia subpubera är en klockväxtart som beskrevs av Hugh Algernon Weddell. Lobelia subpubera ingår i släktet lobelior, och familjen klockväxter. IUCN kategoriserar arten globalt som starkt hotad.
Artens utbredningsområde är Ecuador. Inga underarter finns listade i Catalogue of Life.